# Le Ménil
Ménil – miejscowość i gmina we Francji, w regionie Grand Est, w departamencie Wogezy.
Według danych na rok 1990 gminę zamieszkiwało 1119 osób, a gęstość zaludnienia wynosiła 55 osób/km² (wśród 2335 gmin Lotaryngii Ménil plasuje się na 338. miejscu pod względem liczby ludności, natomiast pod względem powierzchni na miejscu 165.).